# Pavane pour une Infante Défunte
Pavane pour une Infante Défunte (Pavana para uma infanta defunta ) é uma obra musical do compositor erudito francês Maurice Ravel. É classificada como pertencente ao movimento musical impressionista. Devido às suas raízes bascas, Ravel tinha uma predileção especial pela música espanhola. A pavana era tradicional dança em movimentos lentos que gozou de grande popularidade entre os séculos XVI e XVII. Ele ainda utilizaria o tema em outras obras suas, tais como Ma Mère l'Oye, Rapsodie Espagnole e Bolero.

## Descrição
A peça foi escrita em 1899 para piano, composta durante os estudos do compositor no Conservatório de Paris quando tinha apenas 24 anos em 1899 e orquestrada em 1910. É baseada em uma ideia apresentada por seu professor Gabriel Fauré em 1887, tendo como inspiração um quadro do pintor espanhol Velásquez. Foi dedicada à princesa Winnaretta Singer, filha de Isaac Singer, milionário criador das máquinas de costura e em cujo salão Ravel costumava tocar. A peça tem uma duração de aproximadamente seis minutos.
Segundo o autor, a peça não evoca nenhum momento histórico, mas somente a dança de uma jovem princesa na corte espanhola. O título não tem nada a ver com morte ou lamento, tendo sido escolhido por aliteração. Ravel gostou da som da combinação de "infante défunte" e por isso a adotou no nome da obra.
Como peça para piano, a estreia se deu em 5 de abril de 1902, na sala Pleyel, durante um concerto da Société Nationale, sendo executada por Ricardo Viñes, pianista espanhol e grande amigo de Ravel. Na ocasião, foi bem recebida pelo público, mas com muita restrição pelos críticos e músicos profissionais. Como peça orquestral, a estreia aconteceu nos Concertos Hasselmans, no dia 25 de dezembro de 1911, sob a condução de Alfredo Casella.